# Ставрополь — Моздок — Грозний
Ставрополь — Моздок — Грозний — трубопровід у Передкавказзі, який забезпечив подачу блакитного палива до Чечні.
У 1950-х роках поблизу Ставрополя відкрили гігантське газове родовище — Північно-Ставропольське-Пелагіадинське, ресурс з якого передусім подали до центрального району країни по газопроводу Ставрополь — Москва. Крім того, у 1959 (за іншими даними — у 1957) році також розпочали транспортування блакитного палива до важливого промислового центру Передкавказзя (передусім нафтопереробна промисловість) міста Грозний. Для цього проклали трубопровід довжиною понад 400 км, в тому числі ділянка від Невинномиська до Моздоку 246 км та від Моздоку до Грозного 101 км (з неї 76 км на території Чечні). Він був виконаний в діаметрі труб 530 мм і розрахований на робочий тиск у 4 МПа, що дозволило забезпечити пропускну здатність у 10,8 млн м3 на добу.
В подальшому на певних ділянках маршруту проклали лупінги, зокрема, у 1981-му запустили дублюючу ділянку поблизу Ставрополя, виконану в діаметрі 720 мм та розраховану на робочий тиск у 5,4 МПа. А в 1986-му на території Чечні з'явився лупінг довжиною 60 км та діаметром 530 мм, розрахований на робочий тиск у 4,5 МПа.
Надходження ресурсу до системи було можливим не лише з Моздоку. Так, з 1965-го працював газопровід Нафтокумськ — Горгорський, який спершу обслуговував Нафтокумський ГПЗ, а з 1986-го отримав змогу перекачувати блакитне паливо, яке надходило до Нафтокумська з Астраханського ГПЗ.
З плином часу Моздок перетворився на важливий газотранспортний хаб, при цьому ділянка газопроводу Ставрополь — Грозний від Ставрополю до Моздоку стала частиною газотранспортного коридору Північний Кавказ — Центр.
З іншої сторони, на ділянці Моздок — Грозний у 2021 році стала до ладу нова нитка довжиною 102 км та діаметром 720 мм, головним призначенням якої було забезпечення паливом нещодавно збудованої Грозненської ТЕС.